# Michèl Yost
Michèl Yost (Párizs, 1754 – Párizs, 1786. július 5.) francia klarinétművész és zeneszerző.